# Grob G 103
Die Grob G 103 ist ein doppelsitziges Segelflugzeug der Grob Aircraft aus Mindelheim, das vor allem für die Schulung und in der 'Acro'-Version auch zur Kunstflugausbildung eingesetzt wird. Die Twin Astir ist eine Weiterentwicklung des Einsitzers G 102. Der Segelflug-Index beträgt 92.
Die Gleitzahl liegt bei 38, die höchstzulässige Geschwindigkeit (VNE) liegt bei 250 km/h, die Manövergeschwindigkeit bei 170 km/h. Die Acro-Versionen mit Rumpfverstärkungen sind voll kunstflugtauglich; sie sind also für Lastvielfache von +6/−4g zugelassen. Die Standardversionen sind für einfachen Kunstflug zugelassen; die maximalen Lastvielfachen liegen bei +5,3/−2,65g.
Die ursprüngliche Bezeichnung war Grob G 118.

## Konstruktion und Flugeigenschaften
Der Doppelsitzer in GFK-Bauweise hat eine einteilige trapezoidale Tragfläche und ein T-Leitwerk. Die Anschlüsse aller Steuerelemente sind manuell, die Steuerung erfolgt hauptsächlich mittels Steuerstangen. Die zweiteilige Haube öffnet sich zur Seite und ermöglicht eine sehr gute Sicht auch vom hinteren Sitz sowie ein angenehmes Ein- und Aussteigen. Anders als bei den meisten Segelflugzeugen werden die Tragflächen nicht mit Bolzen gesichert, sondern mit Bajonettverschlüssen. So können die Tragflächen auch einzeln verriegelt werden.
Das gutmütige Segelflugzeug kann – im Vergleich zu „Zeitgenossen“ – sehr gut gleiten, vor allem bei hoher Geschwindigkeit. Insbesondere bei den ersten Versionen (Twin Astir und teilweise Twin II) sind die Steuerkräfte hoch, sodass ein schnelles Einkreisen und Zentrieren enger Thermik anstrengend ist. Beim Twin III entsprechen die Steuerkräfte denen anderer Doppelsitzer.
Da das Flugzeug doppelsitzig nicht trudelt, können für Trudelübungen Entenflügel montiert werden.

## Versionen

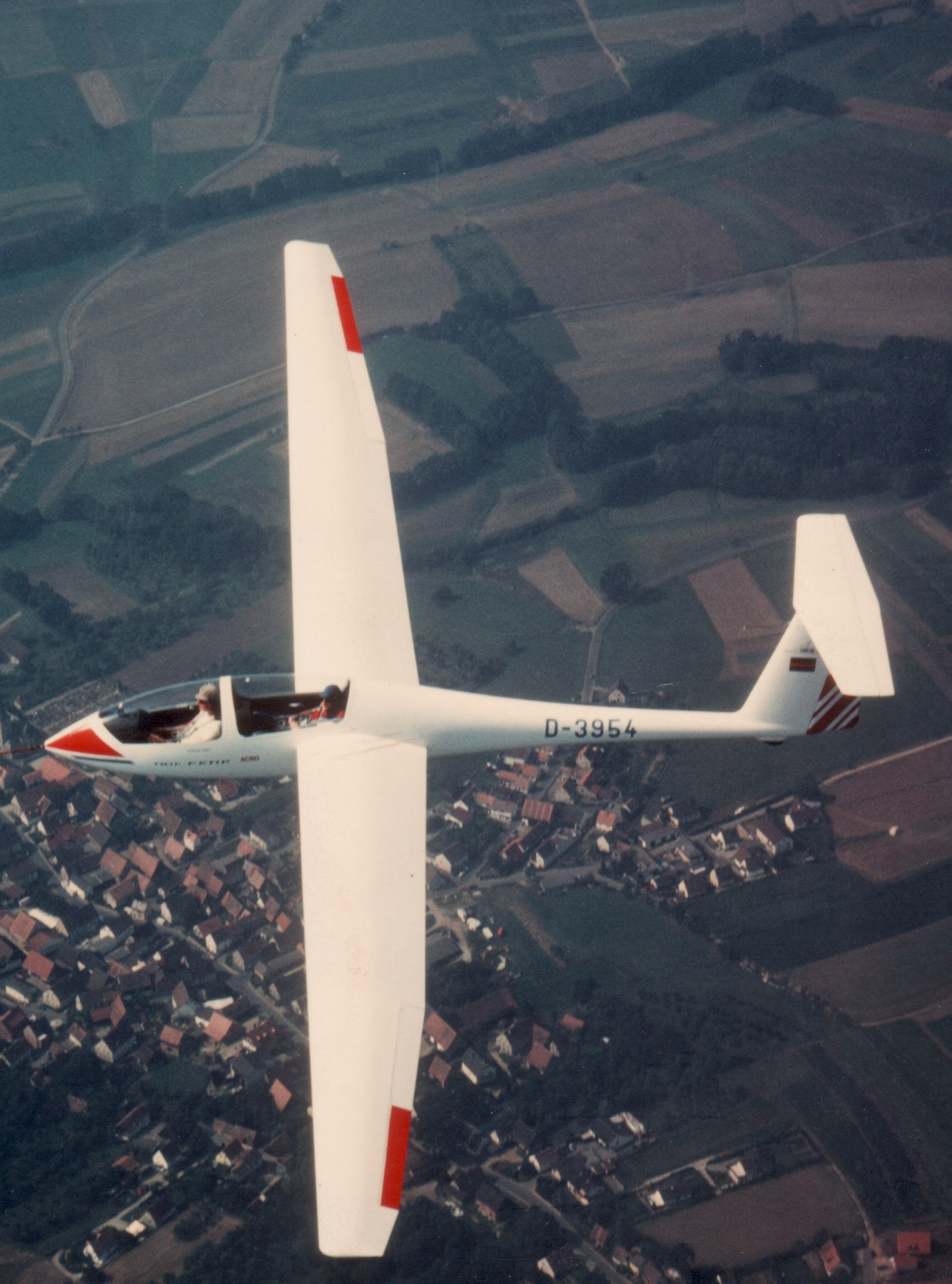
Twin Astir (Acro-Version)

Folgende Versionen wurden gefertigt:
- Twin Astir
- Twin Astir Trainer
- Grob G 103 Twin II
- Grob G 103 A Twin II Acro
- Grob G 103 C Twin III
- Grob G 103 C Twin III Acro
- Grob G 103 C Twin III 20 m
- G 103 C Twin III SL

## Twin Astir / Twin Astir Trainer

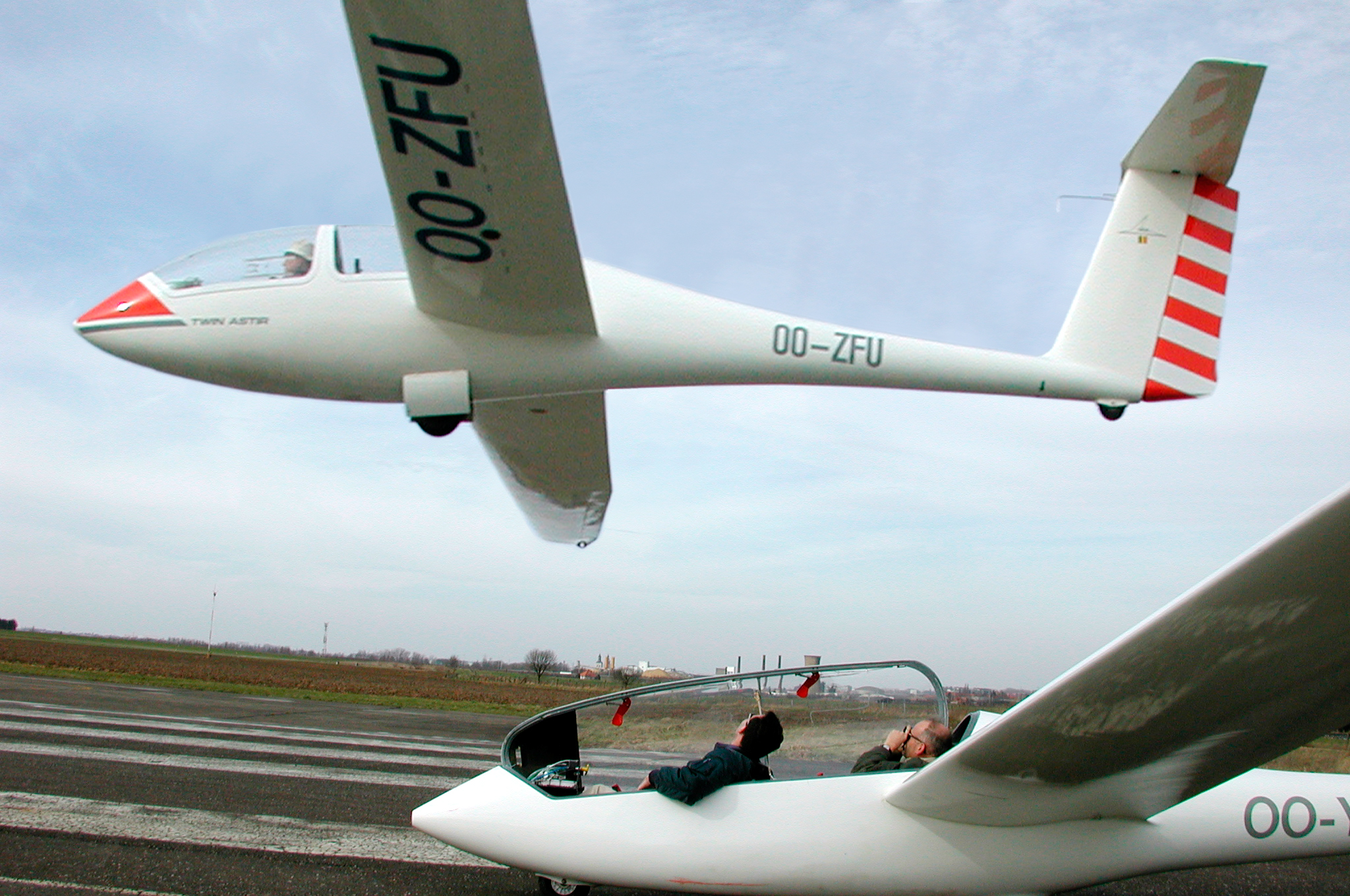
Twin Astir bei der Landung

Die Twin Astir wurde als zweisitziges Pendant zur Astir entwickelt und Ende 1975 offiziell angekündigt. Der Erstflug des Prototyps fand mit einiger Verspätung im Dezember 1976 statt. Sie hat ein Einziehfahrwerk und Ballasttanks für den Überlandflug.
Die Twin Astir Trainer wurde als eigenständige Baureihe vom Standardmodell abgeleitet und unterscheidet sich von diesem im Wesentlichen durch das Fehlen der Ballasttanks und das gefederte, nicht einziehbare Fahrwerk.
Beide Varianten sind für einfachen Kunstflug zugelassen und konnten auf eine voll kunstflugfähige Acro-Version umgerüstet werden.
Im Jahre 2003 deuteten Untersuchungen an der Rumpfstruktur darauf hin, dass „die Sicherheiten gegen Beschädigungen des Rumpfes unter Limitlasten nicht ausreichend sein könnten“. Daraufhin wurde die maximal zulässige Geschwindigkeit bei allen Varianten herabgesetzt und die Erlaubnis für Akrobatikflüge bei den Acro-Versionen widerrufen. Einfacher Kunstflug durfte aber weiterhin durchgeführt werden. Ein Jahr später wurde die Höchstgeschwindigkeit zwar wieder auf 250 km/h angehoben, das Kunstflugverbot blieb aber bestehen.

## Grob G 103 Twin II

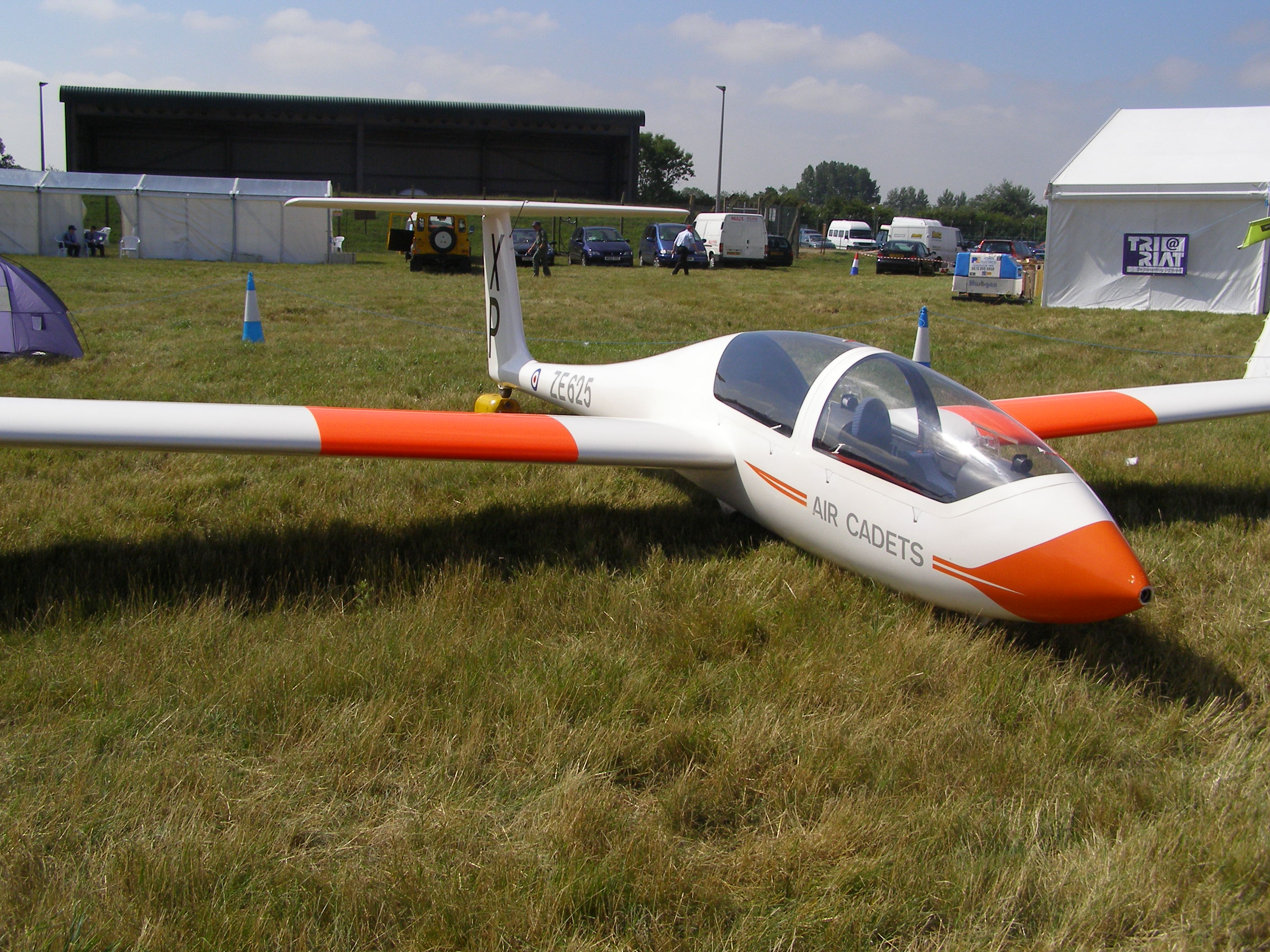
Twin II Acro in der Lackierung der britischen Luftwaffe

Bei diesem Nachfolgemodell der Twin Astir dar wurde auf Wasserballast verzichtet. Das ungefederte, nicht einziehbare Hauptfahrwerk wurde hinter den Schwerpunkt verlagerte und durch ein Bugrad ergänzt.

### Grob G 103 A Twin II Acro
Diese Variante der Twin II mit strukturellen Verstärkungen war auf den Kunstflug ausgerichtet und in der Kunstflugschulung eine Konkurrentin der ASK 21.
Die britische Luftwaffe bestellte 100 Exemplare der Twin II Acro und setzt zumindest einige davon noch heute unter dem Namen Viking T Mk1 bei den Volunteer Gliding Squadrons als Trainingsflugzeug ein.
Ergänzend durchgeführte Tests nach längerer Betriebszeit und unter der Annahme gesteigerter „Damage-Toleranzen“ ergaben das Erfordernis einer torsionssteiferen Rumpfröhre. Für die Wiedererlangung der nach diesen Tests erloschenen vollen Acro-Zulassung sind nachträgliche Änderungen (Einbau von Verstärkungen in die Rumpfröhre) erforderlich.

## Grob G 103 C Twin III

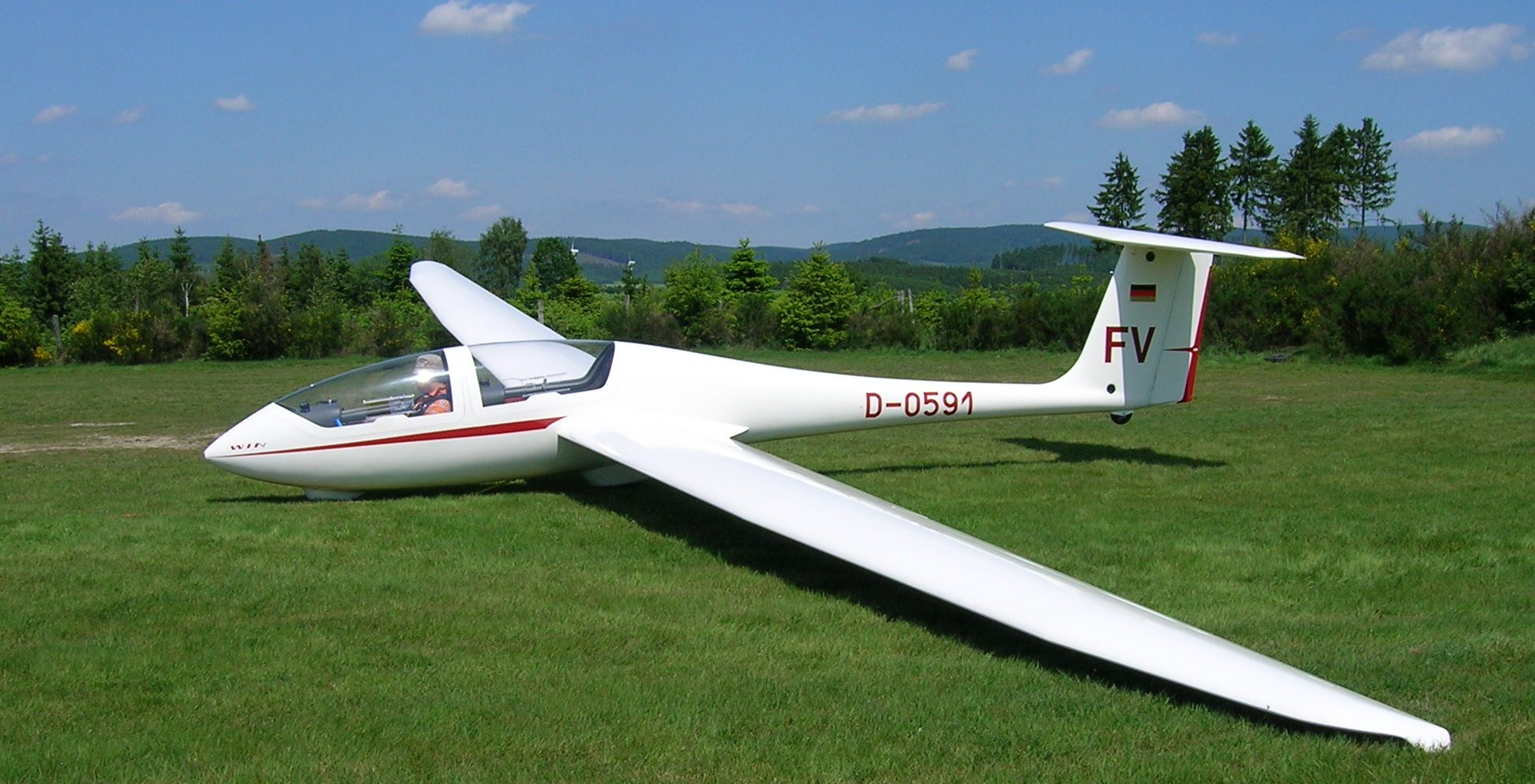
Twin III

Die Twin III ist die Weiterentwicklung der Twin II mit verändertem Flügel in Trapezform. Der Rumpf ist weitestgehend der gleiche. Diese bedingt kunstflugtaugliche Version Twin III (Kategorie U) wurde insgesamt in 13 Exemplaren hergestellt und hat im Gegensatz zur Twin III Acro einen Rumpf aus kohlenstofffaserverstärktem Kunststoff (CFK/Carbon). Das automatisch angeschlossene Höhenruder hat eine Federtrimmung. Die Ruderkräfte sind deutlich geringer als bei den Vorgängermodellen.

### Grob G 103 C Twin III Acro
Die Version Twin III hat ein anderes Flügelprofil als der Twin II mit einem im Rückenflug deutlich geringeren Auftriebsbeiwert. Die Twin III Acro ist für den Kunstflug zugelassen, aber wegen der hohen Mindestgeschwindigkeit im Rückenflug nicht für die Kunstflug-Anfängerschulung geeignet. Seit 2004 müssen für die Wiederherstellung der Kunstflugzulassung der Twin III Acro die gleichen Änderungen am Rumpf durchgeführt werden wie bei der Twin II Acro.
Das letzte Exemplar des Twin III erhielt bereits das lenkbare Bugrad der Version Twin III SL, sodass das Handling am Boden deutlich einfacher wurde. Dieses befindet sich heute in Besitz des Flugsportverein Nürtingen 1928 e. V. und wird auf dem Flugplatz Hahnweide betrieben.

### Grob 103 C Twin III 20 m
Die Twin III 20 m entstand durch Ansetzen von Winglets an den Flügelenden. Dadurch verbessert sich die Gleitzahl von 38 auf 41. Der Rückbau auf die Twin III ist durch Abnahmen der Winglets und das Einsetzen kürzerer Flügelenden möglich.

### G 103 C Twin III SL

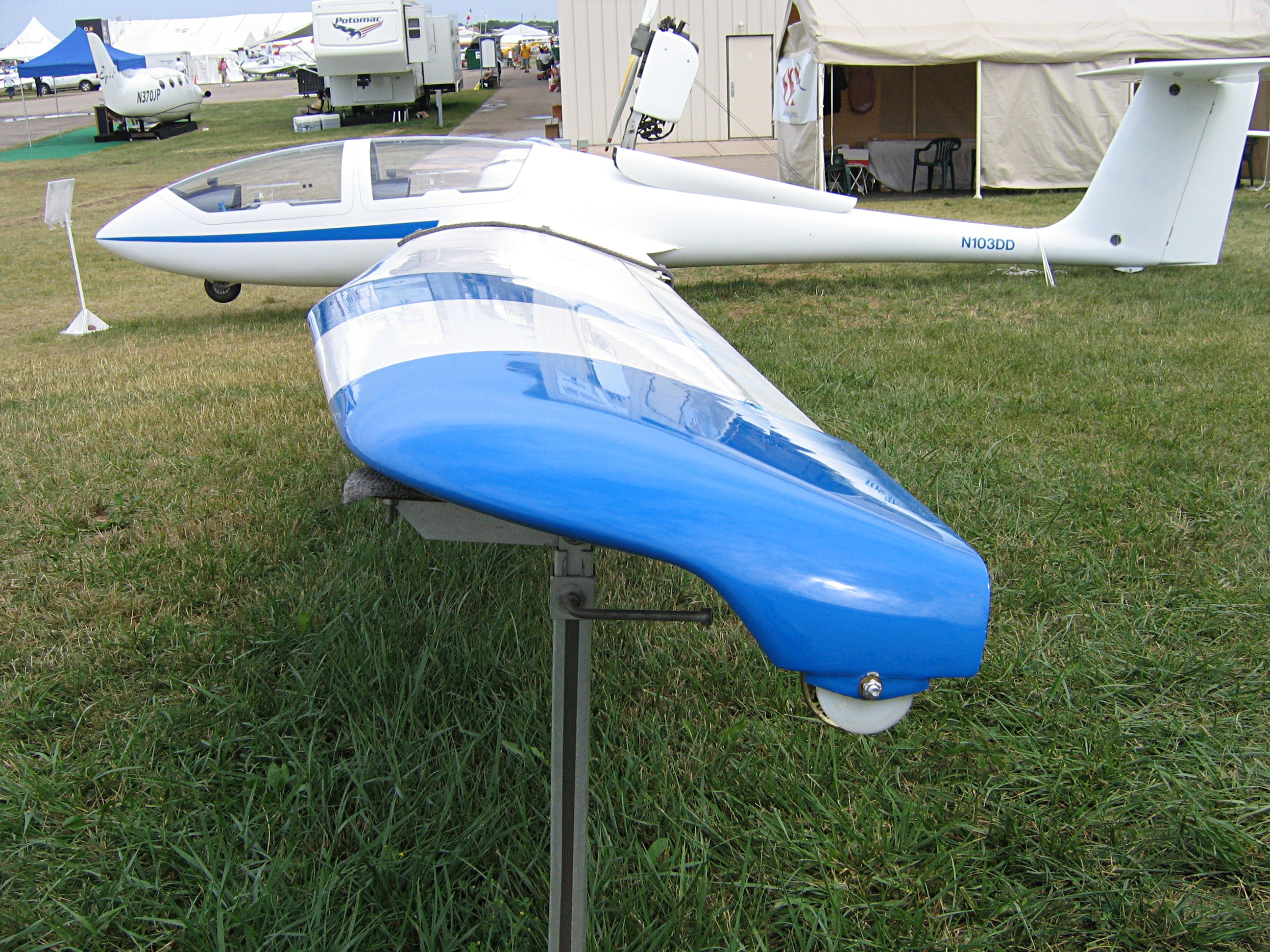
Twin III SL

Dieser eigenstartfähige Doppelsitzer mit Klapptriebwerk Rotax 505A [43 PS (32 kW)] und Verstellpropeller hat ein lenkbares Bugrad.

## Technische Daten
| Kenngröße                                | Twin Astir/-Trainer             | Twin II/-Acro                   | Twin III/-Acro       | Twin III 20 m        |
| ---------------------------------------- | ------------------------------- | ------------------------------- | -------------------- | -------------------- |
| Spannweite                               | 17,5 m                          | 17,5 m                          | 18 m                 | 20 m                 |
| Flügelfläche                             | 17,8 m²                         | 17,8 m²                         | 17,52 m²             | 18,5 m²              |
| Flügelstreckung                          | 17,1                            | 17,1                            | 18,5                 | 22                   |
| Flächenbelastung                         | 36,5 kg/m²                      | 32,6 kg/m²                      | 34,3 kg/m²           |                      |
| Profil                                   | Eppler 603                      | Eppler 603                      | Eppler 583           | Eppler 583           |
| Rumpflänge                               | 8,1 m                           | 8,18 m                          | 8,18 m               | 8,18 m               |
| Rumpfhöhe am HLW                         | 1,6 m                           |                                 | 1,55 m               | 1,55 m               |
| Rumpfbreite                              |                                 |                                 | 0,71 m               | 0,71 m               |
| Cockpithöhe                              |                                 |                                 | 1,02 m               | 1,02 m               |
| Leermasse                                | ca. 400 kg                      | 370 kg                          | 370 kg               | ca. 370 kg           |
| max. Startmasse                          | 650 kg                          | 580 kg                          | 600 kg               | 600 kg               |
| max. Zuladung                            | ca. 250 kg                      | ca. 210 kg                      | 230 kg               | 230 kg               |
| Gleitzahl                                | 38 bei 110 km/h und 650 kg      | 36,5 bei 95 km/h und 450 kg     | 38 bei 97 km/h       | 41 bei 109 km/h      |
| Geringstes Sinken                        | 0,73 m/s bei 90 km/h und 650 kg | 0,64 m/s bei 80 km/h und 450 kg | 0,64 m/s bei 80 km/h | 0,60 m/s bei 70 km/h |
| Überziehgeschwindigkeit                  |                                 |                                 | 63 km/h              |                      |
| Höchstgeschwindigkeit                    | 250 km/h                        | 250 km/h                        | 280 km/h             | 250 km/h             |
| Manövergeschwindigkeit                   | 170 km/h                        | 170 km/h                        | 200 km/h             | 200 km/h             |
| Höchstgeschwindigkeit im Flugzeugschlepp | 170 km/h                        | 170 km/h                        | 185 km/h             | 170 km/h             |
| Höchstgeschwindigkeit im Windenstart     | 120 km/h                        | 120 km/h                        | 140 km/h             | 140 km/h             |